# Gottlieb Friedrich Riedel

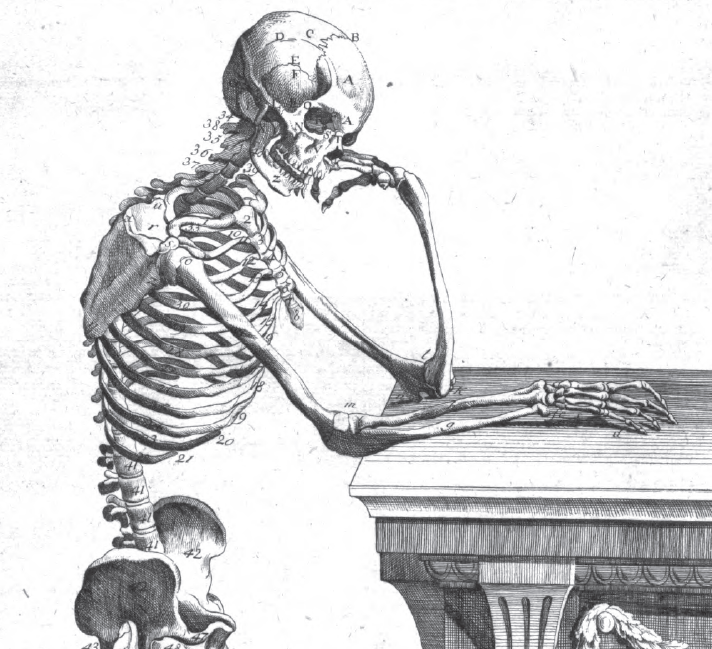
Skelett aus Abbildung der Knochen und Muskeln

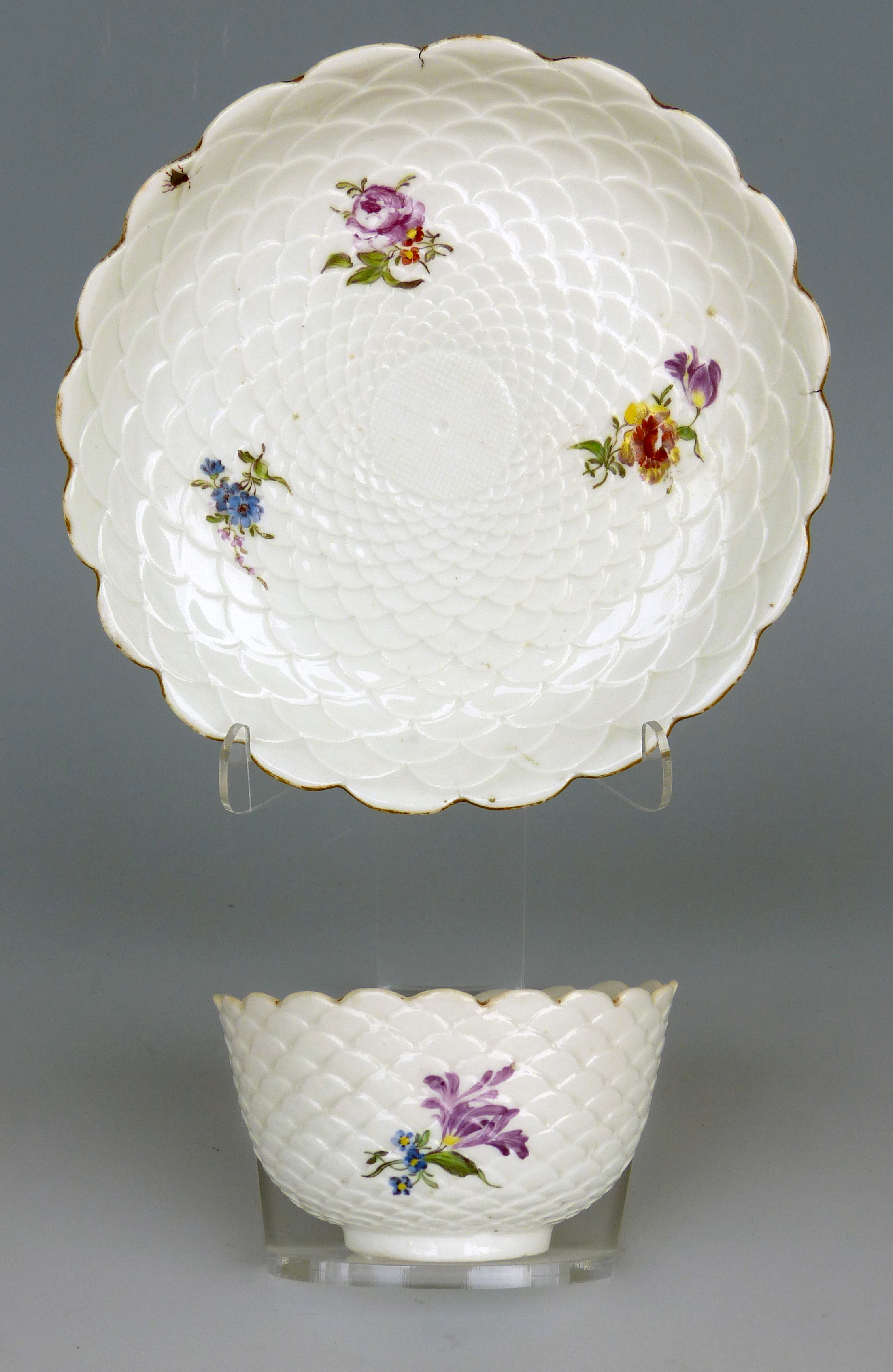
Tasse mit Untertasse in Riedelschem Schuppenrelief, um 1760

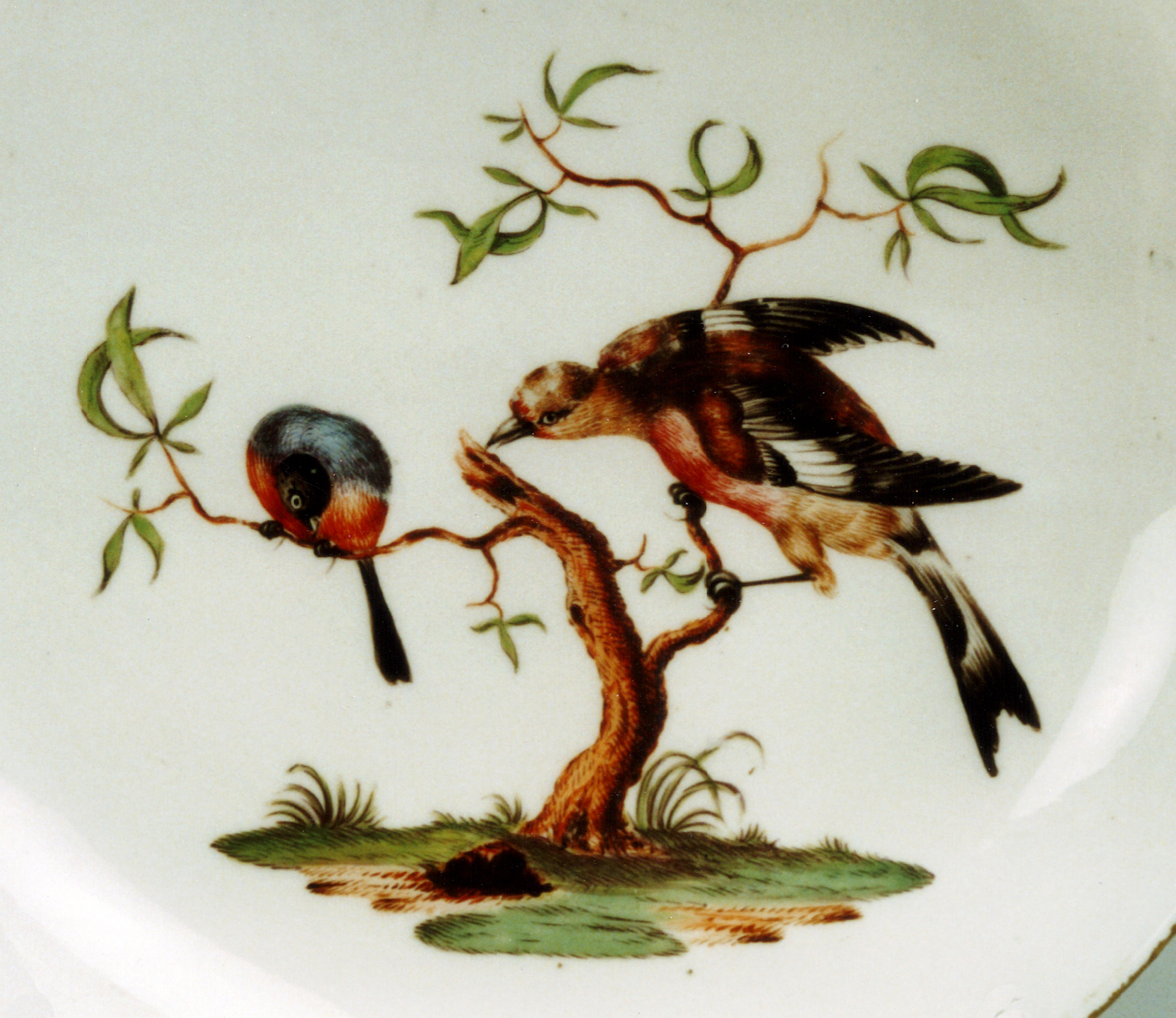
Ludwigsburger Untertasse mit in Blättern versteckten Initialen G F R

Gottlieb Friedrich Riedel (* 17. August 1724 in Dresden; † 12. August 1784 in Augsburg) war ein deutscher Porzellanmaler und -bildner,  Radierer und Verleger.

## Leben
Riedel war der Sohn eines Hofmusikus. Seine Ausbildung in der Malerei erhielt er beim Hofmaler Johann Christian Fiedler in Darmstadt. Anschließend zog er zurück nach Dresden, vervollständigte seine Kenntnisse beim Direktor der Akademie Louis de Silvestre und war von 1743 bis 1756 Porzellanmaler in der Meissner Porzellanfabrik. Nach dem Ausbruch des Siebenjährigen Krieges ließ er sich zunächst in Höchst, dann bis 1759 in Frankenthal und schließlich in Ludwigsburg nieder, wo er in der Porzellanmanufaktur als Obermaler und später auch als Oberfarbenlaborant arbeitete.
Auf Riedel geht etwa das bekannte Schuppenmuster für Services aus Ludwigsburg zurück.
1779 zog er nach Augsburg. Dort erhielt er eine Stelle als Lehrer an einer Kunstschule, die eine Privatgesellschaft eingerichtet hatte. In Augsburg wurde er Verleger, bildete sich im Radieren aus und arbeitete dann an der Naturgeschichte, die die dortige Akademie herausgab, mit. Ferner schuf er 24 Bilder zu dem Trauerspiel Otto von Wittelsbach. Zu den Büchern, die in seinem Verlag erschienen und auch von Riedel illustriert wurden, gehörte die Galerie der alten Griechen und Römer von Georg Wilhelm Zapf, deren erster Band 1780 herauskam. 1783 brachte er eine 16-seitige Broschüre mit dem Titel Abbildung der Knochen und Muskeln des menschlichen Körpers für junge Künstler, nebst deutsch-latein- und französischen Namen aller Theile und ihrer kurzen Erklärung heraus.